# Cichlasoma dimerus
Cichlasoma dimerus är en fiskart som först beskrevs av Heckel, 1840.  Cichlasoma dimerus ingår i släktet Cichlasoma och familjen Cichlidae. Inga underarter finns listade i Catalogue of Life.